# Моцик, Александр Фёдорович
Моцик Александр Фёдорович (укр. Олександр Федорович Моцик; род. 3 мая 1955, село Городец, Владимирецкий район, Ровненская область) — украинский дипломат. Чрезвычайный и Полномочный Посол Украины в Соединённых Штатах Америки (2010—2015).

## Биография
Родился 3 мая 1955 года, в селе Городец. В 1981 году окончил Киевский государственный университет им. Т. Г. Шевченко, факультет международных отношений и международного права, отделение международного права; юрист-международник, референт-переводчик английского языка. Владеет английским и польским языками.
В 1981—1985 годах — третий секретарь консульского отдела Министерства иностранных дел Украины.
В 1985—1987 годах — третий, второй секретарь отдела международных организаций Министерства иностранных дел Украины.
В 1987—1990 годах — второй, первый секретарь отдела кадров Министерства иностранных дел Украины.
В 1990—1992 годах — первый секретарь Договорно-правового отдела Министерства иностранных дел Украины.
В 1992—1995 годах — второй, первый секретарь, советник Постоянного представительства Украины при ООН, г. Нью-Йорк.
В 1993 году — докладчик Шестого (Юридического) комитета 48-й сессии Генеральной Ассамблеи ООН.
В 1994—1995 годах — вице-председатель Специального комитета ООН по разработке международной конвенции по безопасности персонала ООН и ассоциированного с ней персонала.
В 1995—1997 годах — начальник Договорно-правового управления Министерства иностранных дел Украины.
В 1996—1997 годах — член Коллегии Министерства иностранных дел Украины.
С 8 октября 1997 по 7 ноября 2001 года — Чрезвычайный и Полномочный Посол Украины в Турецкой Республике.
В 2001—2003 годах — заместитель Государственного секретаря Министерства иностранных дел Украины.
В 2003—2004 годах — заместитель Министра иностранных дел Украины.
В 1999—2004 годах — представитель Украины при Организации Черноморского Экономического Сотрудничества (ОЧЭС) — по совместительству.
В 2002—2005 годах — национальный координатор Организации Черноморского Экономического Сотрудничества (ОЧЭС).
В 2004—2005 годах — национальный координатор ГУУАМ (региональная экономическая организация, в состав которой входят Грузия, Украина, Азербайджан и Молдова).
В 2004 году — уполномоченный Украины в Международном суде ООН.
В 2004—2005 годах — первый заместитель Министра иностранных дел Украины по вопросам европейской интеграции.
В 2005—2006 годах — первый заместитель Государственного секретаря Украины, Секретариат Президента Украины.
С 30 декабря 2005 по 12 мая 2010 года — Чрезвычайный и Полномочный Посол Украины в Республике Польша.
9 июня 2010 года награждён командорским крестом со звездой ордена Заслуг перед Республикой Польша.
С 11 июня 2010 по 14 апреля 2015 года — Чрезвычайный и Полномочный Посол Украины в Соединённых Штатах Америки.
С 15 ноября 2010 по 14 апреля 2015 года — Чрезвычайный и Полномочный Посол Украины в Антигуа и Барбуде по совместительству.
С июля 2011 по апрель 2015 года — постоянный наблюдатель Украины при Организации Американских Государств.
С 14 сентября 2011 по 14 апреля 2015 года — Чрезвычайный и Полномочный Посол Украины в Республике Тринидад и Тобаго по совместительству.